# Armando Castellazzi
Armando Castellazzi (født 7. oktober 1904, død 4. januar 1968) var en italiensk fodboldspiller (midtbane/back).
Castellazzi blev verdensmester med Italiens landshold ved VM 1934 på hjemmebane, og spillede én af italiernes fem kampe i turneringen. I alt nåede han at spille tre kampe for landsholdet.
På klubplan repræsenterede Castellazi Inter i fødebyen hele sin karriere.